# Но Арым
Но Арым (кор. 노아름, (англ. Noh Ah-Reum, р.18 декабря 1991 г. в гор. Сеуле) — южнокорейская шорт-трекистка, 7-микратная чемпионка мира, среди юниоров, в том числе 2-кратная в абсолютном зачёте. Окончила Корейский национальный спортивный университет на факультете физического воспитания.

## Спортивная карьера
Но Арым родилась в 1991 году в Сеуле, где и начала кататься на коньках в возрасте 6-и лет в Сеуле в начальной школе. Её отец был тренером по конькобежному спорту, и она тоже хотела поправить свое здоровье. Когда она училась в старшей школе её первым крупным международным событием стал юниорский чемпионат мира 2008 года в Больцано, где выиграла три золотые медали на 1000 м, 1500 м и в многоборье, а также выиграла золотую в эстафете.
На следующий год на чемпионате мира среди юниоров в Шербруке повторила результат, только в эстафете стала бронзовым призёром. В конце 2009 года она получила травму бедра и не смогла поехать на Олимпиаду в Ванкувер.
В январе и феврале 2015 года на зимней Универсиаде в Гранаде Но выиграла выиграла золотую медаль в составе эстафеты. В 2017 году основные игроки не присутствовали на 5-м и 6-м этапах Кубка мира из-за участия в Зимних Азиатских играх 2017 год. Поэтому Но А Рым участвовала в феврале в Дрездене и заняла 2-е место в беге на 1500 метров, а в Минке выиграла золото на дистанции 1500 метров и бронзу в эстафете.
В сезоне 2017/18 она не прошла отбор на Олимпиаду в Пхёнчхане, заняв 6-е место и участвовала только в эстафете на Кубке мира, где в Будапеште и Шанхае взяла золото, в Дордрехте — серебро и в Сеуле — бронзу. В сезоне 2018/19 она была запасной в команде, но из-за травм Ким Е Чжин и Ким Гён Хи выступала на этапах Кубка мира в Калгари и Солт-Лейк-Сити, где заняла 1-е место в эстафете и 3-е в беге на 1000 метров. в Алматы вновь стал 3-м в беге на 1000 метров и в 2-м в эстафете.
В сезоне 2019/20 Но Арым была наконец выбрана в первую сборную и в ноябре 2019 года на Кубке мира в Солт-Лейк-Сити выиграла серебро в эстафете, в Нагое выиграла золото в беге на 1000 м и в эстафете. В январе 2020 года на Чемпионате четырех континентов завоевала золото в эстафете. В феврале на Кубке мира в Дрездене заняла 2-е место в беге на 1500 м, а в Дордрехте заняла 3-е место также на 1500 м, 2-е место в смешанной эстафете и 3-е в женской эстафете.
В августе 2021 года Но Арым вышла замуж.